# Gleeson
Gleeson (Turquoise) er en spøgelsesby i Cochise County i delstaten Arizona i USA.
Turquoise og bjergtoppene på den sydøstlige ende af bjergene Dragoon Mountains har længe været mineudnyttet af indianere for den dekorative turkisfarvede malm. Da de hvide mennesker kom i 1870'erne, fandt de kobber, bly og sølv, og de beholdt lejrens navn Turquoise.
Byen fik postkontor i 1890, men minerne lukkede og byen blev forladt efter at Jimmie Pearce fandt guld ved Commonwealth-loddet i 1894. I 1900 undersøgte en irsk minearbejder fra Pearce ved navn John Gleeson Turquoise området og registrerede en mine under navnet Copper Belle. Andre miner med navnene Silver Belle, Brother Jonathan, Pejon og Defiance fulgte efter Copper Belle. Byen blev flyttet fra bjergene ned til fladlandet, hvor den kom tættere til vandressourcerne, og Turquoise som havde mistet sit postkontor i 1894, genåbnede som Gleeson.
Byen havde omkring 500 indbyggere som primært var beskæftiget med at grave kobber i minerne. I 1912 ødelagde en brand 28 huse, men byen blev bygget op igen. John Gleeson solgte sine lodder i 1914, men fremskridtet fortsatte og kobberproduktionen blomstrede under 1. verdenskrig. Efter krigen faldt priserne, produktionen blev mindre og minerne lukkede. Postkontoret lukkede for sidste gang den 31. marts 1939. Da minerne udtømtes helt i 1940, blev Gleeson en spøgelsesby, men der bor stadigvæk nogle få indbyggere i byen.